# Eudoxe-Irénée-Edouard Mignot
Eudoxe-Irenée-Edouard Mignot (Brancourt, 20 settembre 1842 – Albi, 18 marzo 1918) è stato un arcivescovo cattolico francese.
Confidente di Alfred Loisy, fu vescovo di Fréjus dal 1890 al 1899 e arcivescovo metropolita di Albi dal 1899 al 1918.

## Biografia

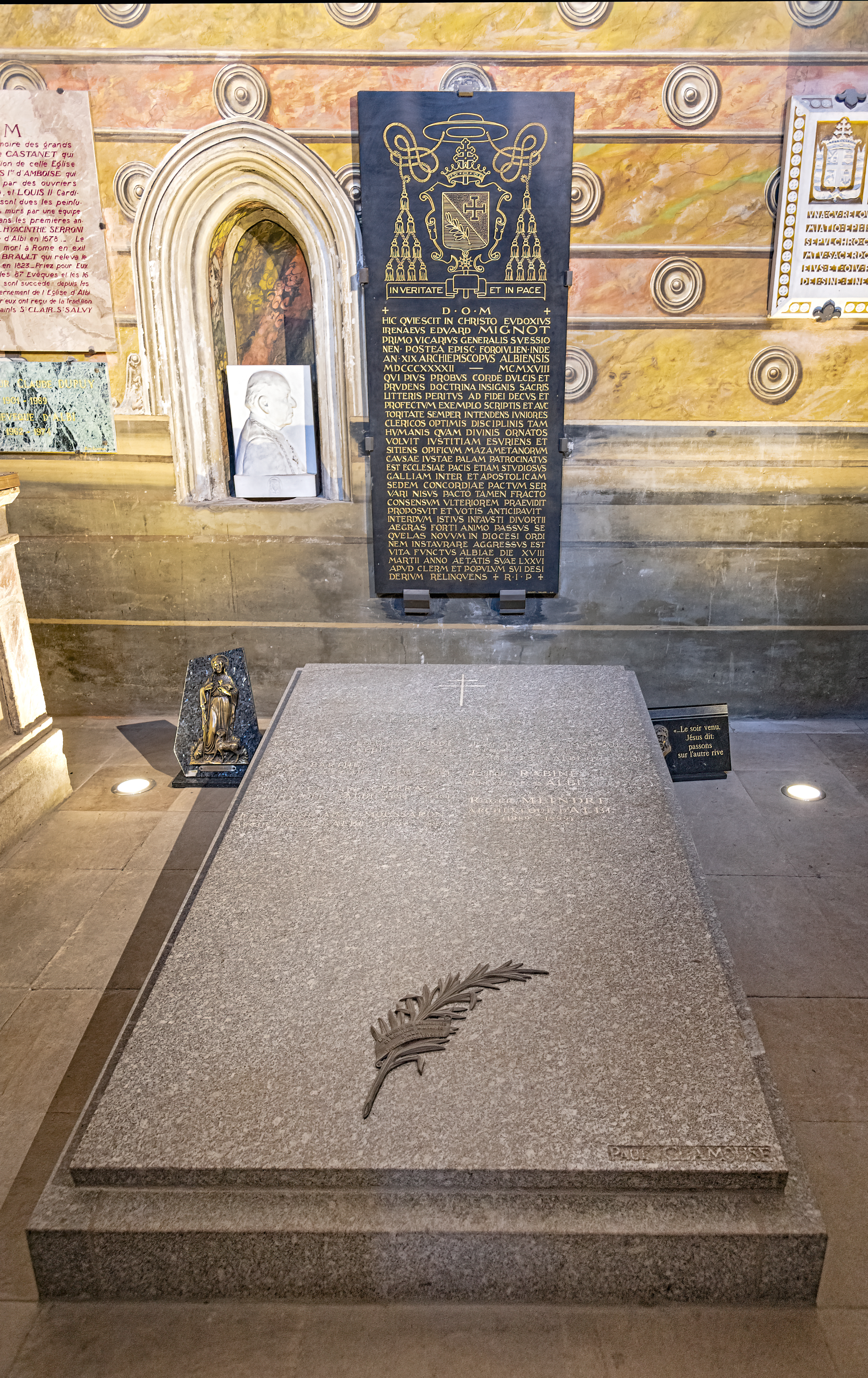
Tomba di Eudoxe Irénée Mignot.

Eudoxe Irénée Mignot nacque il 20 settembre 1842 a Brancourt-le-Grand nell'Aisne da un padre insegnante e iniziò gli studi nel seminario di Soissons. Continuò la sua formazione al seminario di Saint-Sulpice a Parigi prima di essere nominato vicario di San Quintino nel 1863. Fu ordinato sacerdote di Arras nel 1865. Professore di seminario a Liesse, prestò servizio a Beaurevoir nel 1872, poi , nel 1875, cappellano dell'Hôtel-Dieu de Laon, poi parroco di Coucy-le-Château (1878) e poi di La Fère (1883). Nominato vicario generale di Soissons nel 1887, vescovo di Frejus nel 1890, raggiunse finalmente l'arcidiocesi di Albi nel 1899.
Morì il 18 marzo 1918 ad Albi. Il suo funerale fu presieduto da Jean-Augustin Germain, arcivescovo di Tolosa, circondato da dieci arcivescovi o vescovi e trecento sacerdoti. Fu l'arcivescovo di Auch a celebrare la messa e il vescovo Halle, ausiliare di Montpellier e vicino al vescovo Mignot, che pronunciò la sua orazione funebre. Eudoxe Mignot è sepolto in una volta della cattedrale di Santa Cecilia.

## Pensiero teologico
È al seminario di Saint-Sulpice che forgerà la propria identità, grazie ai professori Arthur Le Hir e Jean-Baptiste Hogan che lo avviano all'esegesi critica. Tuttavia, è solo quando arriva a Fréjus che può far sentire la sua voce sulla questione biblica. Così, nel 1893, pubblicò una prefazione in cui affermava che la fede non aveva nulla da temere dalla critica storica e che sarebbe stato bene accettarla finalmente. In generale, ritiene che il cosiddetto mondo "moderno" non sia a priori ostile al cattolicesimo e crede che le vecchie ricette - è particolarmente cauto nei confronti del neotomismo - portino a vicoli ciechi.
Non è quando arriva ad Albi che rinuncia alle sue idee da quando scrive le lettere sugli studi ecclesiastici, ispirati agli Studi clericali di Hogan, in cui questo autodidatta lettore di Louis Figuier condivide le sue idee sulla formazione intellettuale di chierico, e che pronuncia nel 1901 un discorso all'Istituto cattolico di Tolosa che gli consente di stabilire la sua autorità sulla questione teologica. In connessione con Friedrich von Hügel, lettore del cardinale John Henry Newman o George Tyrrell, desidera che "i cattolici non rimangano al di fuori del movimento generale del loro tempo", difende l'abate Alfred Loisy e il suo libro Il Vangelo e la Chiesa saranno indicizzati nel 1904 da papa Pio X.
Accettò di fare domanda per l'Accademia di Francia, ma si ritirò prima del cardinale Cabrières per evitare una divisione dell'episcopato francese. Come principio abbastanza liberale e rispettoso del pensiero degli altri, i suoi sforzi non impediscono la convinzione di Loisy o lo sfratto di Prosper Alfaric dal seminario di Albi.

## Genealogia episcopale e successione apostolica
La genealogia episcopale è:
- Cardinale Scipione Rebiba
- Cardinale Giulio Antonio Santori
- Cardinale Girolamo Bernerio, O.P.
- Arcivescovo Galeazzo Sanvitale
- Cardinale Ludovico Ludovisi
- Cardinale Luigi Caetani
- Cardinale Ulderico Carpegna
- Cardinale Paluzzo Paluzzi Altieri degli Albertoni
- Papa Benedetto XIII
- Papa Benedetto XIV
- Papa Clemente XIII
- Cardinale Giovanni Francesco Albani
- Papa Pio VI
- Arcivescovo François de Pierre de Bernis
- Cardinale Jean-Baptist-Marie-Anne-Antoine de Latil
- Cardinale Louis-Jacques-Maurice de Bonald
- Arcivescovo Jean-Paul-François-Marie-Félix Lyonnet
- Arcivescovo Odon Thibaudier
- Arcivescovo Eudoxe-Irénée-Edouard Mignot

La successione apostolica è:
- Vescovo Henri-Louis-Alfred Bouquet (1901)

## Opere
- Confiance, Prière, Espoir: Lettres Sur La Guerre, Bloud et Gay, 1915.
- L'Église et la critique, Lecoffre, 1910.
- Lettres sur les études ecclésiastiques, Lecoffre, 1908.
- La méthode de la théologie: Discours prononcé à la séance de rentrée de l'Institut catholique de Toulouse le 13 novembre 1901, Lecoffre, 1901.